# Juli Garreta i Arboix

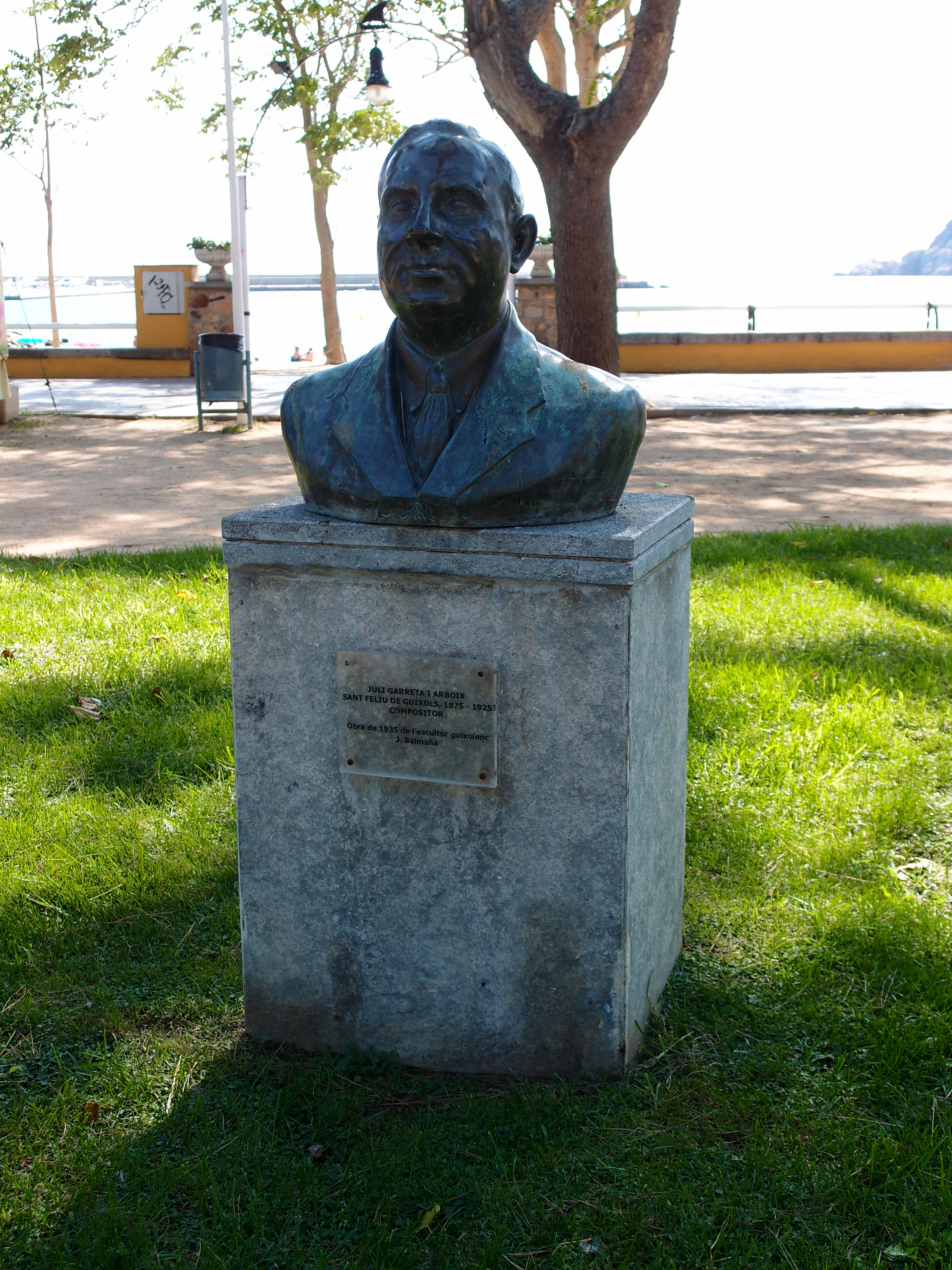
Denkmal für Juli Garreta i Arboix in Sant Feliu de Guíxols

Juli Garreta i Arboix (* 12. März 1875 in Sant Feliu de Guíxols; † 2. Dezember 1925 ebenda) war ein katalanischer Komponist der Romantik. Er war speziell derjenige Musiker, der die Sardana in eine für das Konzert geeignete Form transformierte.

## Leben und Werk
Juli Garreta stammte aus einer Handwerkerfamilie. In gängigen Darstellungen wird er im Bezug auf das Fach Komposition als Autodidakt beschrieben. Aber, sein erster Musiklehrer war sein Vater Esteve Garreta i Roig, Uhrmacher, musikalischer Leiter der Cobla La Vella von Sant Feliu und auch kompositorisch tätig. Darüber hinaus nahm Juli Garreta Musikunterricht bei den ausgebildeten Musikern Ramon Novi (Pianist, Chorleiter) in Sant Feliu und bei Antoni Urgellès i Granell (Violinist, Pianist und Komponist) in Vilanova. Von einem kompositorischen Autodidaktentum kann man also bei Juli Garreta nicht sprechen. Garreta trat in Sant Feliu in die vom Vater geleitete Cobla ein. In Vilanova erlernte er wie sein Vater das Uhrmacherhandwerk. Dieser Beruf ließ im genügend Zeit, sich seinem musikalischen Schaffen zu widmen. Er kam mit modernistischen Kreisen um Marià Vinyes (1877–1958, Industrieller und Musikmäzen) in Sant Feliu in Kontakt und lernte in diesem Umfeld einerseits die bedeutende klassische und romantische Musikliteratur und andererseits auch die zeitgenössischen Werke von Anton Bruckner, Gustav Mahler, Richard Strauss und Arnold Schönberg kennen.
Juli Garreta verließ nur zweimal in seinem Leben Katalonien. Das erste Mal besuchte er auf Einladung des französischen Antiquars Julien Rigaud, der zufällig Aufnahmen von seinen Kompositionen entdeckt hatte, Paris. Das zweite Mal reiste er nach München zu Konzerten Richard Wagners, dessen Werk er direkt kennen lernen wollte. Den Rest seines Lebens verbrachte er in Sant Feliu und unternahm gelegentlich Reisen nach Barcelona, wo er mit Lluís Millet und dem Umfeld des Orfeó Català sowie mit Pau Casals Kontakt pflegte. Speziell letzterer ermutigte ihn, weiter zu komponieren und machte seine Werke in Barcelona, Madrid, Paris und London bekannt.
Juli Garreta war ein romantischer und intuitiver Musiker. Er drückte sich in einer Musiksprache aus, die reich an kontrastierenden Klängen war. Nach den Impressions simfòniques (1907) für Streichorchester schrieb er folgende symphonische Werke: Scherzo (1915), Preludi mediterrani (1918, „Mediterranes Präludium“), Suite empordanesa (1921, „Suite Empordà“, „Ampurische Suite“), Pastoral (1922), Les illes Medes (1923, Die Medas-Inseln) und das Konzert für Violine und Orchester (1925). Im Bereich der Kammermusik schrieb Garreta das Quartett für Klavier, Violine, Bratsche und Cello (1898), die Romança in a-Moll für Violine und Klavier, Joguina (1925, „Spielball“) für Cello und Klavier, die Sonate in c-Moll für Klavier (1922), die beim dritten Eusebi Patxot i Llagostera Wettbewerb ausgezeichnet wurde, und die Pau Casals gewidmete und von ihm uraufgeführte Sonate in f-Moll für Violoncello und Klavier (1923). Speziell die Klaviersonate wurde mehrfach von den Pianistinnen Blanche Selva und Fanny Davies in Paris und in London aufgeführt. Garreta ist auch der Urheber von Liedern für Gesang und Klavier. Er entwickelte die Konzertsardana. Von La Pubillia (1897, „Das Mädchen“) bis zu seiner letztkomponierten Sardana La llar (1920, „Das traute Heim“, wörtlich „Der Kamin“) schrieb er nahezu 80 Werke dieses Genres. Einige dieser Sardanas wie A en Pau Casals (1920, „Für Pau Casals“), Isabel (1920), Giberola (1920, Meeresbucht zwischen Sant Feliu de Guíxols und Tossa de Mar) und La pedregada (1921, „Der Steinwurf“) harmonisierte und orchestrierte er in großer Feinheit.